# فونتانافردا
فونتانافردا (به ایتالیایی: Fontanafredda) یک کومونه در ایتالیا است که در استان پوردنونه واقع شده‌است.

## خصوصیات
فونتانافردا ۴۶ کیلومترمربع مساحت و ۱۱٬۰۵۹ نفر جمعیت دارد و ۵۲ متر بالاتر از سطح دریا واقع شده‌است.

## خواهرخوانده
شهر Saint-Jean خواهرخواندهٔ فونتانافردا هست.